# Robin Hobb
Robin Hobb är en pseudonym för Margaret Astrid Lindholm Ogden, född 5 mars 1952 i Berkeley i Kalifornien, som är en amerikansk fantasyförfattare. Hon är mest känd för de av sina böcker som utspelas i Realm of the Elderlings, ett kändisskap som startade 1995 med publiceringen av Mördarens lärling, den första boken i Fjärrskådar-trilogin (på svenska fyra böcker). Ogden skriver även under pseudonymen Megan Lindholm.

## Biografi
Margret Lindholm föddes i Berkeley, Kalifornien (Oakland) 1952, men flyttade vid tio års ålder till Fairbanks, Alaska. Hon tog studenten vid Austin E. Lathrop High School, studerade vid University of Denver under ett år och återvände sedan till Alaska. Där träffade hon sjömannen Fred Ogden. De gifte sig när hon var 18 år och de återvände då till hans hemstad Kodiak som ligger i södra Alaska. Hon sålde vid denna tid sin första novell och började göra sig en karriär med att skriva för barntidskrifter. Hon skrev också utbildningsmaterial – korta skönlitterära texter baserad på en förutbestämd ordlista. 
Eftersom hon läste mycket fantasy och science fiction började hon också att skriva i dessa genrer. Hon publicerade ett antal noveller i fanzines såsom Space and Time (med Gordon Linzner som redaktör) innan hennes första manus antogs. "Bones for Dulath" i Amazons! (utgiven av Daw) var den första text hon publicerade som Megan Lindholm. Antologin vann en World Fantasy Award för Årets Bästa Antologi. 1982 såldes hennes första roman Harpy's Flight to Terry Windling till Ace Publishing. Under namnet Megan Lindholm har hennes böcker nominerats till både Nebula och Hugo-prisen.
Hon bor i Tacoma i Washington.

## Författarskap

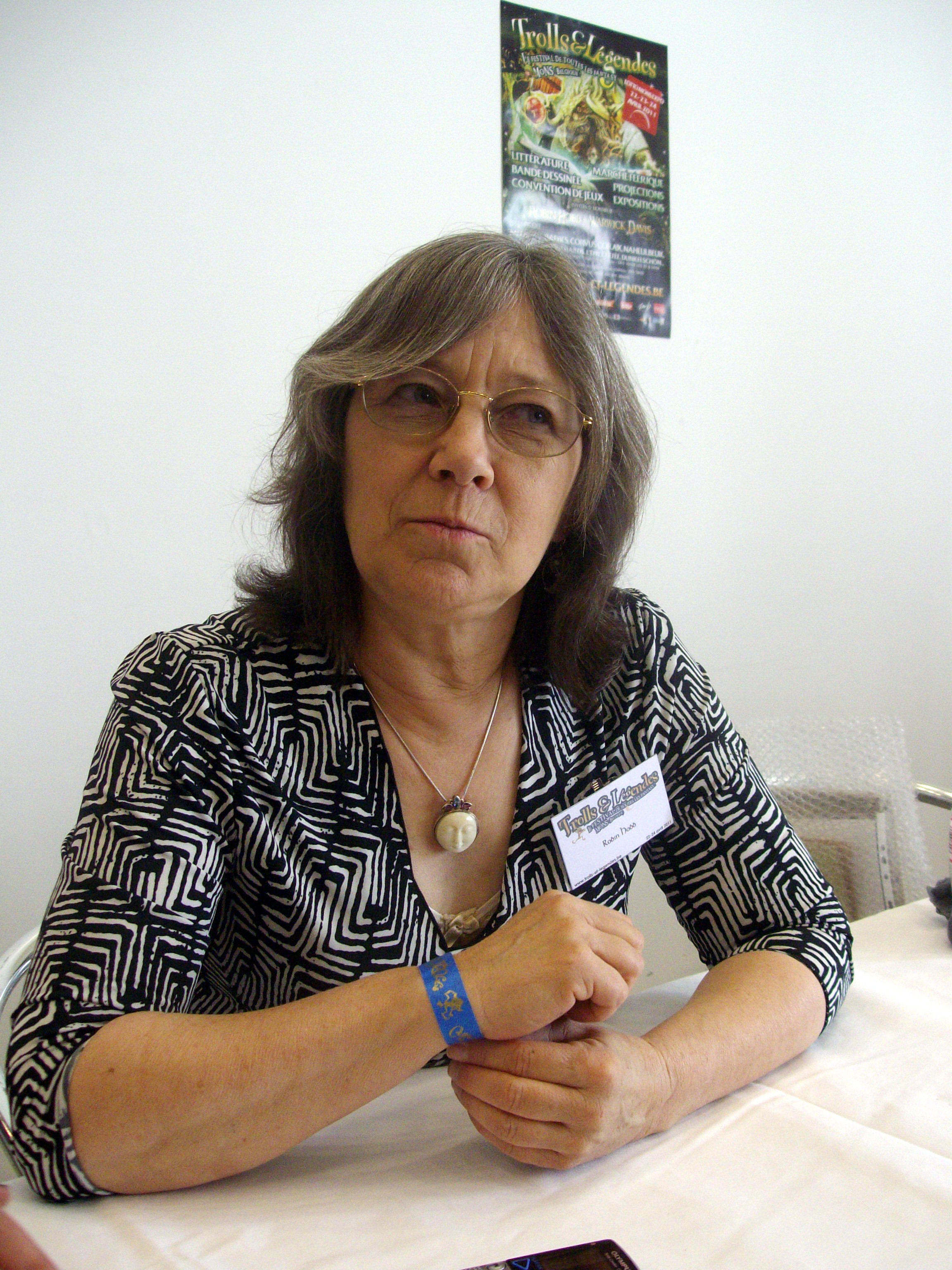
Hobb i april 2011.

Mellan 1983 och 1992 skrev hon enbart under pseudonymen Megan Lindholm. Hennes verk under det namnet överbrygger flera undergenrer av fantasygenren, från äventyrsfantasy (böckerna om Ki och Vandien) till urban fantasy (Wizard of the Pigeons).
1995 började hon använda pseudonymen Robin Hobb för verk inom traditionell episk fantasy. Hon publicerar för närvarande (2015) under båda namnen. 
Hon har sålt mer än en miljon exemplar av sina böcker med flera böcker på New York Times bästsäljarlista.

### Som Megan Lindholm

#### Ki och Vandien
- Harpy's Flight (1983) ISBN 0-00-711252-1
- The Windsingers (1984) ISBN 0-00-711253-X
- The Limbreth Gate (1984) ISBN 0-00-711254-8
- Luck of the Wheels (1989) ISBN 0-00-711255-6

#### Tillu och Kerlew
- The Reindeer People (1988) ISBN 0-00-711422-2
- Wolf's Brother (1988) ISBN 0-00-711434-6

#### Övriga böcker
- Wizard of the Pigeons (1985)
- Cloven Hooves (1991) ISBN 0-553-29327-3
- Alien Earth (1992) ISBN 0-553-29749-X
- The Gypsy (1992) med Steven Brust ISBN 0-7653-1192-5

#### Noveller
- 1989 - Silver Lady and the Fortyish Man - Asimov's Science Fiction  Nebulafinalist, vinnare av Asimov's Readers Award
- 1989 - A Touch of Lavender - Asimov's Science Fiction Nebula- och Hugo-finalist och Asimov's Readers Award-vinnare
- 1994 - The Fifth Squashed Cat - Xanadu II-antologi, redigerad av Jane Yolen
- 1998 - Strays - Warrior Princesses-antologi, redigerad av Elizabeth Ann Scarborough
- 2001 - Cut - Asimov's Science Fiction Nebula-finalist
- 2006 - Grace Notes - The Fair Folk-antologi redigerad av Marvin Kaye, publicerad av SF Book Club
- 2012 - Old Paint Asimov Science Fiction
- 2013 - Neighbors i antologin Dangerous Women redigerad av Gardner Dozois och George R.R. Martin.

### Som Robin Hobb

#### The Realm of the Elderlings

##### Berättelsen om fjärrskådarna
I original är det en trilogi (The Farseer Trilogy), medan den svenska översättningen består av fyra böcker.
- Mördarens lärling (Assassin's Apprentice, 1995), översättning: Ylva Spångberg
- Vargbroder (Royal Assassin, 1996), översättning: Ylva Spångberg
- Mördarens jakt del 1 (Assassin's Quest, 1997), översättning: Ylva Spångberg
- Mördarens jakt del 2 (Assassin's Quest, 1997), översättning: Ylva Spångberg

##### Handelsmännen och de magiska skeppen
Denna trilogi (The Liveship Traders Trilogy) är fristående från Berättelsen om fjärrskådarna, men knyter ändå an till händelser och personer. Boken kan anses viktig att läsa innan Den gyllene mannen.
- Magins skepp (Ship of Magic, 1998), översättning: Ylva Spångberg
- Sorgeskeppet (Mad Ship, 1999), översättning: Lena Karlin
- Ödets skepp (Ship of Destiny, 2000), översättning: Lena Karlin

##### Den gyllene mannen
Den gyllene mannen (The Tawny Man Trilogy) är en fortsättning på Berättelsen om fjärrskådarna som utspelar sig 15 år efter Mördarens jakt. Det är under de 15 åren som Handelsmännen och de magiska skeppen utspelar sig.
- Narrens uppdrag (Fool's Errand, 2001), översättning: Lena Karlin
- Narrens hemlighet (Golden Fool, 2002), översättning: Lena Karlin
- Narrens öde (Fool's Fate, 2003), översättning: Lena Karlin

##### The Rain Wild Chronicles
The Rain Wild Chronicles är ej utgiven på svenska. Serien utspelar sig under åren efter Handelsmännen och de magiska skeppen.
- The Dragon Keeper (USA 2009)
- Dragon Haven (USA 2010)
- City of Dragons (USA 2012)
- Blood of Dragons (USA 2013)

##### The Fitz and the Fool Trilogy
- Fool's Assassin (2014)[11]
- Fool's Quest (2015)[12][13][14]
- Assassin's Fate (beräknades utges maj 2017)[15]

##### Övriga fjärrskådarromaner
- The Willful Princess and the Piebald Prince (prequel till Berättelsen om fjärrskådarna) (2013) ISBN 978-1596065444

#### Soldier Son-trilogin
Soldier Son Trilogy är ej utgiven på svenska. Fristående från Fjärrskådarnas värld.
- Shaman's Crossing (USA 2005)
- Forest Mage (USA 2006)
- Renegade's Magic (USA 2007)

#### Noveller
- The Inheritance (The Realm of the Elderlings) i Voyager 5: Collector's Edition. Reklampocket, ej till salu. Kan köpas som e-bok från Amazon.com. Även i The Inheritance & Other Stories.
- Homecoming (The Realm of the Elderlings) i Legends II, redigerad av Robert Silverberg (även i The Inheritance)
- Words Like Coins (The Realm of the Elderlings) i A Fantasy Medley from Subterranean Press, redigerad av Yanni Kuznia
- Blue Boots (The Realm of the Elderlings) i antologin Songs of Love and Death (2010), redigerad av George R. R. Martin och Gardner Dozois.
- Cat's Meat (The Realm of the Elderlings) i The Inheritance & Other Stories.
- The Triumph, en historisk historia i antologin Warriors (2010) redigerad av Gardner Dozois och George R.R. Martin.

### Samlingar
- The Inheritance & Other Stories (2011), innehåller sju berättelser skrivna under namnet Megan Lindholm (A Touch of Lavender,  Silver Lady and the Fortyish Man, Cut, The Fifth Squashed Cat, Strays, Finis, Drum machine) och tre berättelser (som alla utspelar sig i Realm of the Elderlings: Homecoming, The Inheritance, Cat's meat) skrivna under namnet Robin Hobb.